# Noobs
NOOBS ist ein Assistent um die Betriebssystem-Installation auf dem Raspberry Pi besonders für Linux-Anfänger zu vereinfachen. Der Name ist die Abkürzung für „New Out Of Box Software“. Er wurde Juli 2013 veröffentlicht und wird von der Raspberry Pi Foundation entwickelt.
Es lassen sich damit verschiedene Betriebssysteme wie Raspberry Pi OS, Arch Linux, Pidora, Raspbmc, LibreELEC, OpenELEC, Windows 10 IoT Core und RISC OS auf dem Raspberry Pi sehr viel einfacher installieren – auch mehrere Systeme parallel.
Noobs wird als ZIP-Datei heruntergeladen und dann entpackt auf eine SD-Karte (Raspberry Pi A und B) oder Micro-SD-Karte (Raspberry Pi A+, B+, 2, 3, 3B, 3B+,4B und 400). Diese muss mit dem Dateisystem FAT32 formatiert sein.
Nachdem die SD-Karte in den Raspberry Pi gesteckt wurde, lässt sich dieser starten und per Mausklick ein Betriebssystem auswählen, welches dann sofort heruntergeladen und auf dem Raspberry Pi installiert wird. Nach der Installation kann man direkt das gewünschte Betriebssystem starten. Die Installation setzt voraus, dass Tastatur und Maus per USB, Bildschirm per HDMI und ein Netzwerkkabel/WLAN bereits angeschlossen sind.
Rezension
- Chip.de Downloads: „Noobs macht die Installation eines Betriebssystems auf dem Raspberry Pi noch einfacher. Auch Einsteiger sollten damit keine Schwierigkeiten mehr haben, den Mini-Computer zum Laufen zu bekommen.“[2]